# Koseški bajer
Ime Koseški bajer se uporablja tudi za jezerce v bližini Šinkovega Turna pri Mengšu.
Koseški bajer, Martinek bajer ali Koseško jezero je manjše jezero na obrobju Ljubljane, natančneje na zahodni strani Šišenskega hriba vzhodno od soseske Mostec.
Nastal je ob zaprtju tamkajšnjega glinokopa pred približno 200 leti. Širok je največ 100 metrov, dolg 200 metrov, globok pa največ dva do tri metre. V njem se ni priporočljivo kopati zaradi umazanije. "Bajer", kot mu pravijo domačini, je tudi športno središče. Poleti na njem prirejajo modelarske dirke z motornimi čolnički, priljubljeno je tudi ribarjenje. Pozimi pa je na njem možno drsati.